# Kanton Lauzès
Kanton Lauzès (francouzsky Canton de Lauzès) je francouzský kanton v departementu Lot v regionu Midi-Pyrénées. Tvoří ho 12 obcí.

## Obce kantonu
- Blars
- Cabrerets
- Cras
- Lauzès
- Lentillac-du-Causse
- Nadillac
- Orniac
- Sabadel-Lauzès
- Saint-Cernin
- Saint-Martin-de-Vers
- Sauliac-sur-Célé
- Sénaillac-Lauzès